# Lianna Montero
Lianna Montero (Güines, 21 de enero de 1998) es una luchadora cubana de lucha libre. Ganó una medalla de bronce en Campeonato Panamericano de 2016.